# Pollack (winkel)
M. Pollack Limitée, beter bekend als Pollack, was een warenhuisketen in de omgeving van de Canadese stad Quebec. De eerste winkel werd in 1906 in Quebec opgericht door Maurice Pollack, een Oekraïens-joodse immigrant die in 1902 aankwam in Quebec.

## Geschiedenis
Na vier jaar reizende kledingverkoper te zijn geweest langs de boerderijen van Beauce, opende Maurice Pollack in 1906 zijn eerste winkel, een herenmodezaak, in de Rue Saint-Joseph in Quebec. In 1911 verhuisde hij naar een groter pand in dezelfde straat, waar hij kledingafdelingen voor vrouwen en kinderen toevoegde.
Pollack verhuisde verschillende keren in de rue Saint-Joseph, telkens om de winkel uit te breiden. Met drie zonen die tijdens de Tweede Wereldoorlog in het leger dienden, droeg hij bij aan de oorlogsinspanningen door een fabriek te bouwen waar jassen en schoenen werden vervaardigd voor het Canadese leger.
In 1951 opende hij zijn grootste winkel, een gebouw van vijf verdiepingen tussen de Boulevard Charest en de Rue Saint-Joseph. De vlaggenschipwinkel trok de aandacht met zijn modernistisch uiterlijk. De etalages trokken veel voorbijgangers en kopers aan, vooral tijdens de feestperiodes. Om zijn klanten gemakkelijk in de buurt te laten parkeren met hun auto, bouwde hij tegenover de winkel een cirkelvormige parkeerplaats (rotonde) van vier verdiepingen met een voor die tijd zeer moderne ingang aan de Boulevard Charest.
In 1958 gaf Maurice Pollack de leiding van het bedrijf over aan zijn zonen. Hij wendde zich tot filantropie, nadat hij in 1955 de Maurice Pollack Foundation had opgericht. Deze schonk geld aan vele instellingen in Quebec. Pollack stierf op 16 december 1968.
Met de komst van winkelcentra in de buitenwijken van Quebec en de concurrentie met andere warenhuizen aan Rue Saint-Joseph, zoals de Compagnie Paquet en het Syndicat de Québec in het centrum van Quebec, opende Pollack in 1965 een eerste filiaal op de Boulevarde Laurier tussen de Place Laurier en de Place Sainte-Foy. Na 11 jaar, in 1976, sloot het filiaal zijn deuren. Later zou deze locatie Place Belle-Cour worden en vervolgens Place de la Cité.
De keten kende financiële moeilijkheden, wat in 1978 uiteindelijk het einde van het bedrijf betekende. De oorzaken van de moeilijkheden waren de inflatie in de jaren 1970, de moeilijkheid om zich aan te passen aan een jongere klantenkring, de afname van de bevolking in de wijk Saint-Roch en de komst van verschillende grote Canadese ketens zoals Sears, Eaton's en Amerikaanse bedrijven als Woolco. Na de sluiting werden de begane grond en de kelder van de winkel aan de Boulevard Charest getransformeerd tot een winkelcentrum dat bekend staat als Place Cartier.

## Tragedie
Op 4 februari 1959 om klokslag twaalf uur 's middags, vond een tragedie plaats in de Pollack-winkel aan de Boulevard Charest. De imposante luifel aan de gevel van de Boulevard Charest stortte in onder het gewicht van de opgehoopte sneeuw en versieringen. Dit veroorzaakte de dood van twee personen en zo'n tien anderen raakten gewond. De overkapping van hout en metaal was 44,5 meter lang, ruim 2 meter breed en 35 cm dik.